# Helen Frankenthaler
Helen Frankenthaler (* 12. Dezember 1928 in New York City; † 27. Dezember 2011 in Darien, Connecticut) war eine US-amerikanische Malerin und bedeutende Vertreterin der Farbfeldmalerei (Color Field Painting) und des abstrakten Expressionismus. Zu ihren bekanntesten Werken zählen die Gemälde Mountains and Sea (1952) und Robinson’s Wrap (1974).

## Leben
Helen Frankenthaler war die jüngste von drei Töchtern des New Yorker Supreme-Court-Richters Alfred Frankenthaler und der aus Wiesbaden-Igstadt stammenden Martha Lowenstein Frankenthaler.
Sie besuchte Privatschulen und erhielt ab 1945 Malunterricht an der New Yorker Dalton School bei Rufino Tamayo. 1946 studierte sie am Bennington College in Vermont sowie von 1947 bis 1949 an der Art Students League of New York. 1950 nahm sie Privatunterricht bei Hans Hofmann. Nebenbei studierte sie an der Columbia University Kunstgeschichte bei Meyer Schapiro.
Luftrahmen (Blatt 7 in: New York ten) von Helen Frankenthaler (1965) aus dem Bestand der Staatsgalerie Stuttgart

Link zum Bild

Im New Yorker Kunstbetrieb der 1950er Jahre lernte sie avantgardistische Künstler wie Jackson Pollock und Robert Motherwell kennen, die sie zu ihrer eigenen spontan-abstrakten Bildsprache inspirierten. Weitere wichtige Einflüsse waren die Arbeiten von Morris Louis und Kenneth Noland. 1958 heiratete sie Robert Motherwell, der sich 1971 von ihr trennte. Im Jahr 1959 war sie Teilnehmerin der Documenta II in Kassel.
Frankenthaler lehrte bis in die späten 1980er Jahre an zahlreichen Instituten und Universitäten, unter anderem an der Yale University. 1974 wurde sie in die American Academy of Arts and Letters gewählt, 1991 in die American Academy of Arts and Sciences und 1994 zum Mitglied (NA) der National Academy of Design.
Helen Frankenthaler starb am 27. Dezember 2011 im Alter von 83 Jahren.
Die größte private Sammlung von Helen Frankenthalers Werken befindet sich im Museum Reinhard Ernst in Wiesbaden. Der Sammler und Mäzen Reinhard Ernst nennt 52 ihrer großformatigen Gemälde sein eigen. Eine Ausstellung Ihrer Werke, Helen Frankenthaler. Move and Make wird dort gerade gezeigt. In enger Abstimmung mit der Helen Frankenthaler Foundation in New York ist der sechsteilige Podcast FRANKENTHALER entstanden. Dieser steht auf allen einschlägigen Plattformen kostenlos zur Verfügung.  